# Jure Velepec
Jure Velepec (ur. 10 czerwca 1965 w Lublanie) – słoweński biathlonista reprezentujący także Jugosławię. W Pucharze Świata zadebiutował w sezonie 1983/1984. Pierwsze punkty wywalczył 19 stycznia 1989 roku w Borowcu, zajmując 19. miejsce w biegu indywidualnym. Nigdy nie stanął na podium zawodów indywidualnych, jednak 15 marca 1992 roku w Fagernes wspólnie z Janezem Ožboltem, Aleksandrem Grajfem i Boštjanem Lekanem zajął trzecie miejsce w sztafecie. Najlepsze wyniki osiągnął w sezonie 1991/1992, kiedy zajął 52. miejsce w klasyfikacji generalnej. W 1986 roku wystartował na mistrzostwach świata w Oslo, gdzie zajął 38. miejsce w biegu indywidualnym. Był też między innymi czwarty w biegu drużynowym na mistrzostwach świata w Nowosybirsku w 1992 roku i siódmy w tej konkurencji podczas mistrzostw świata w Canmore dwa lata później. W 1984 roku wystartował na igrzyskach olimpijskich w Sarajewie, zajmując 48. miejsce w biegu indywidualnym i 17. miejsce w sztafecie. Na rozgrywanych cztery lata później igrzyskach w Calgary zajął 35. miejsce w biegu indywidualnym i 53. miejsce w sprincie. Brał też udział w igrzyskach w Albertville w 1992 roku, zajmując 56. miejsce w biegu indywidualnym i 20. miejsce w sztafecie. Ponadto zajął 38. miejsce w biegu indywidualnym o dziesiąte w sztafecie na igrzyskach olimpijskich w Lillehammer w 1994 roku.
Jego brat, Uroš Velepec, także był biathlonistą.
Po karierze sportowej został dowódcą jednostki sportowej armii słoweńskiej.

## Osiągnięcia

### Igrzyska olimpijskie
| Rok  | Miejscowość | Konkurencje | Konkurencje | Konkurencje | Konkurencje | Konkurencje | Konkurencje | Konkurencje |
| Rok  | Miejscowość | IN          | SP          | PU          | MS          | RL          | MR          | SR          |
| ---- | ----------- | ----------- | ----------- | ----------- | ----------- | ----------- | ----------- | ----------- |
| 1984 | Sarajewo    | 48.         | –           | nd.         | nd.         | 17.         | nd.         | –           |
| 1988 | Calgary     | 35.         | 53.         | nd.         | nd.         | –           | nd.         | –           |
| 1992 | Albertville | 56.         | –           | nd.         | nd.         | 20.         | nd.         | –           |
| 1994 | Lillehammer | 38.         | –           | nd.         | nd.         | 10.         | nd.         | –           |

### Mistrzostwa świata
| Rok  | Miejscowość | Konkurencje | Konkurencje | Konkurencje | Konkurencje | Konkurencje | Konkurencje | Konkurencje |
| Rok  | Miejscowość | IN          | SP          | PU          | MS          | RL          | MR          | SR          |
| ---- | ----------- | ----------- | ----------- | ----------- | ----------- | ----------- | ----------- | ----------- |
| 1986 | Oslo        | 38.         | DNS         | nd.         | nd.         | –           | nd.         | –           |
| 1989 | Feistritz   | 20.         | 57.         | nd.         | nd.         | 12.         | nd.         | –           |
| 1990 | Mińsk/Oslo  | 45.         | 40.         | nd.         | nd.         | 8.          | nd.         | –           |
| 1991 | Lahti       | 45.         | 59.         | nd.         | nd.         | 11.         | nd.         | –           |
| 1993 | Borowec     | –           | 76.         | nd.         | nd.         | 13.         | nd.         | –           |

### Puchar Świata

#### Miejsca w klasyfikacji generalnej
| Sezon     | Miejsce |
| --------- | ------- |
| 1983/1984 | -       |
| 1985/1986 | -       |
| 1986/1987 | -       |
| 1987/1988 | -       |
| 1988/1989 | 64.     |
| 1989/1990 | -       |
| 1990/1991 | -       |
| 1991/1992 | 52.     |
| 1992/1993 | 77.     |
| 1993/1994 | 58.     |